# ベルント・フォン・アルニム (駆逐艦)
Z11 ベルント・フォン・アルニム (Z11 Bernd von Arnim) はドイツ海軍の駆逐艦。1934A型。

## 艦歴
1935年4月26日起工。1936年7月8日進水。1938年12月6日就役。
バルト海で第二次世界大戦開戦を迎える。それから、イギリス沿岸への機雷敷設などに従事。1939年11月には、出撃する戦艦「シャルンホルスト」、「グナイゼナウ」に途中まで同行する。
1940年4月、ノルウェー侵攻作戦に参加、ナルヴィク攻略部隊に加わる。攻略部隊は10隻の駆逐艦で構成されていた。4月8日、ナルヴィクへ向かう途中でイギリスの駆逐艦「グローウォーム」と交戦。4月9日、攻略部隊はナルヴィクのあるオフォトフィヨルドに入り、「ベルント・フォン・アルニム」と駆逐艦「ヴィルヘルム・ハイドカンプ」、「ゲオルク・ティーレ」の3隻がナルヴィクの占領に向かった。ナルヴィク港にはノルウェーの海防戦艦2隻がいた。「ベルント・フォン・アルニム」はそのうちの1隻「ノルゲ」を雷撃で沈めた。もう1隻の「アイツヴォル」は「ヴィルヘルム・ハイドカンプ」に撃沈された。
4月10日、イギリスの駆逐艦がナルヴィク港停泊中の艦船に攻撃をかけ、第1次ナルヴィク海戦が発生する。バランゲンフィヨルドに停泊していた「ベルント・フォン・アルニム」と「ゲオルク・ティーレ」は退避中のイギリス駆逐艦と交戦し、2隻は「ハーディ」、「ホットスパー」、「ハンター」を大破させた。「ハーディ」は海岸に乗り上げ、「ホットスパー」は「ハンター」と衝突して、「ハンター」は沈没した。「ベルント・フォン・アルニム」はこの海戦で5発の命中弾を受けた。また、この海戦でドイツ軍は駆逐艦2隻を失った。

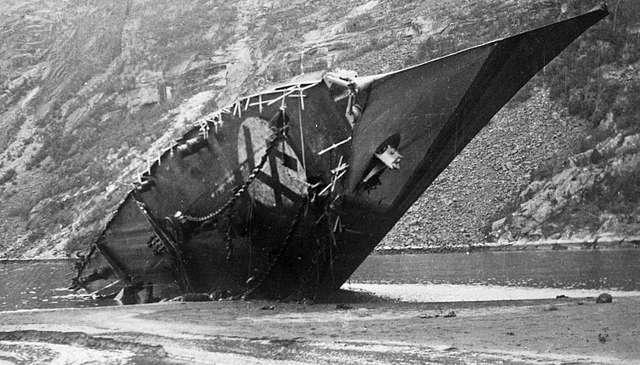
ロンバクスフィヨルデンで自沈したベルント・フォン・アルニム

4月13日、イギリス海軍は再び攻撃をおこなった。この日の第2次ナルヴィク海戦で、ドイツ軍の駆逐艦8隻すべてが失われた。「ベルント・フォン・アルニム」は最後はロンバクスフィヨルドで自沈した。